# Phrudinae
Phrudinae (лат.) — подсемейство паразитических наездников семейства Ichneumonidae подотряда Стебельчатобрюхие отряда Перепончатокрылые. Включает 12 родов.

## Описание
Редкая и малоизученная группа. Личинки — эндопаразиты жуков.

## Список родов
Подсемейство Phrudinae включает в себя 12 родов и 4 трибы
- Astrenis
- Asymmictus Foerster, 1868
- Earobia
- Phrudus Foerster, 1868
- Pygmaeolus